# Quercus wagneri
Quercus wagneri är en bokväxtart som beskrevs av B.D. Gaynor. Quercus wagneri ingår i släktet ekar, och familjen bokväxter.
Artens utbredningsområde är Michigan. Inga underarter finns listade i Catalogue of Life.